# Franklin (Maryland)
Pour les articles homonymes, voir Franklin.
Franklin est une census-designated place située dans le comté d'Allegany, dans l’État du Maryland, aux États-Unis. Lors du recensement de 2020, elle comptait 253 habitants.